# 조준호 (축구인)
조준호(趙俊浩, 1973년 4월 28일 ~ )은 대한민국의 전 축구 선수였다.

## 클럽 경력
1999년 포항 스틸러스에서 데뷔하여 2년 동안 리그에서 32경기를 뛰면서 팀의 2연속 FA컵 2연속 준우승에 공헌했지만 이후 3년 동안 아디다스 컵을 포함하여 19경기 출장에 그쳤다.
2004년 부천 SK로 이적하고 나서야 그 해 리그에서 24경기를 뛰며 경기 출전 횟수를 늘리기 시작하면서 그 해 팀의 FA컵 준우승에 공헌하였다.
이후 2006년 부천이 제주특별자치도로 연고 이전 후 제주 유나이티드로 명칭을 변경한 뒤에도 계속 활약하였고 2008년 5월 18일 대구 FC와의 K-리그 2008 10라운드 경기에서 프로 통산 200경기 출장 기록을 세웠다.
그리고 2009년 대구 FC로 이적하여 2010년까지 활동하였고 특히 2010 시즌에는 플레잉코치로 뛰다가 2010 시즌 종료 후 12년간의 현역 생활을 마무리했다.

## 지도자 경력
2010년부터는 플레잉 코치로 지도자 생활도 시작했고 플레잉 코치라는 단서를 달았지만 사실상 코치로 활동했고 실제로 2010 시즌 한경기도 출장하지 않았다.
2013년 4월 당성증 감독과 함께 사퇴한 뒤 2014년 FC 서울 U-15팀의 GK 코치로 부임하여 2019년까지 5년간 활동하는동안 2016년 전국중등축구리그 왕중왕전 우승, 2018년 K리그 U15 챔피언십 우승, 2019년 서울소년체육대회 우승을 이끌었다.
그 후 2019년부터 2021년까지 태국 1부 리그의 치앙라이 유나이티드의 골키퍼 코치로 재직하다가 2022년 2월 18일 말레이시아 축구 국가대표팀의 골키퍼 코치로 부임했다.
2025 시즌을 앞두고 김판곤의 부름을 받고 울산 HD FC로 GK코치로 부임하였다.

## 국가대표팀 경력
2006년 딕 아드보카트 감독에 의해 국가대표팀에 뽑히기도 했지만 정식 A매치에는 단 1경기도 출전하지 못했고 미국과의 비공식 평가전과 메이저 리그 사커 클럽팀인 로스앤젤레스 갤럭시와의 경기에만 출전하였다.

## 경력 목록

### 클럽 경력
- 1999년 ~ 2003년  포항 스틸러스
- 2004년 ~ 2008년  부천 SK / 제주 유나이티드
- 2009년 ~ 2010년  대구 FC

### 지도자 경력
- 2010년 ~ 2013년:  대구 FC
- 2014년 ~ 2019년:  FC 서울 U-15팀
- 2019년 ~ 2021년:  치앙라이 유나이티드
- 2022년 ~ 2024년:  말레이시아
- 2025년 :  울산 HD FC

## 수상 내역

### 클럽
포항 스틸러스
- FA컵 : 준우승 (2001, 2002)

제주 유나이티드 (전 부천 SK)
- FA컵 : 준우승 (2004)